# Phiomia
A Phiomia az emlősök (Mammalia) osztályának ormányosok (Proboscidea) rendjébe, ezen belül a monogenerikus Phiomiidae családjába tartozó fosszilis nem.

## Tudnivalók
A Phiomia a késő eocén és a kora oligocén korszakok között élt, mintegy 37-30 millió évvel ezelőtt. Ősi típusú ormányos volt, nagyon hasonlított a Platybelodonra, az Amebelodonra és az Archaeobelodonra.
A Phiomia körülbelül 250 centiméteres marmagasságú állat volt. A Phiomiának már volt ormánya - azonban az még rövid volt -, és két-két agyar ült mindkét állkapcsában. Tápláléka mocsári növényekből állhatott. Az állat fogazata, a masztodonfélékhez (Mammutidae) hasonlóan páros, kúp alakú sorokból állt. A Phiomiának nem voltak metsző- és zápfogai.

## Rendszerezés
A nembe az alábbi 2 faj tartozik:
- Phiomia major Sanders et al., 2004
- Phiomia serridens C.W. Andrews & Beadnell, 1902 - típusfaj

## Leletek
Megkövesedett Phiomia és Palaeomastodon maradványokat találtak a kora oligocén rétegi Gabal Qatrani Formationban is, amely az egyiptomi El Fayoumhoz tartozik.

### Fordítás
- Ez a szócikk részben vagy egészben  a   Phiomia című angol Wikipédia-szócikk ezen változatának fordításán alapul.  Az eredeti cikk szerkesztőit annak laptörténete sorolja fel. Ez a jelzés csupán a megfogalmazás eredetét és a szerzői jogokat jelzi, nem szolgál a cikkben szereplő információk forrásmegjelöléseként.